# Eva Platteau
Eva Platteau, née le 6 avril 1982 à Louvain, est une femme politique belge, membre de Groen.

## Biographie
Eva Platteau nait le 6 avril 1982 à Louvain.
Le 12 novembre 2020, elle devient députée fédérale à la Chambre des représentants en remplaçant Jessika Soors qui rentre dans le cabinet de la secrétaire d'État Sarah Schlitz et devient directrice politique et porte-parole,.